# Cromlec de Portela de Mogos
El cromlec de Portela de Mogos o cromlec de Portela de Modos és un cromlec classificat com a Immoble d'Interés Públic (IIP), situat a Évora. Fou descobert el 1966.
En una excavació de 1995-1996 s'hi van descobrir que almenys sis menhirs: són de cara plana, tallats després d'erguits, doncs hi havia trossos de pedra envoltant els menhirs. Aquest conjunt és disposat en forma d'estrela.
Quatre d'aquests sis menhirs presenten inscripcions: s'hi observen fàcilment motius lunars i solars.